# Cretaceous Research
Cretaceous Research es una revista científica bimensual revisada por pares publicada por Elsevier. La revista se centra en temas relacionados con el período Cretácico y el límite Cretácico-Paleógeno. 

## Resumen e indización
La revista está resumida e indexada en Scopus y Web of Science. Según el Journal Citation Reports, la revista tenía un factor de impacto en 2020 de 2,176.  En el sitio web oficial de la revista se indica que e factor de impacto de 2023 era de 1,9.